# Сепелев, Андрей Иванович
Андрей Иванович Сепелев (род. 23 декабря 1973, Нерчинск, СССР) — российский профессиональный баскетболист, игравший на позиции лёгкого форварда.

## Карьера
Родился в семье военного в городе Нерчинске. Вскоре семья переехала в Ставрополь, оттуда в Ростов-на-Дону, а затем в Таганрог. С детства, Андрей занимался футболом, но в 14 лет высокорослого игрока исключили из футбольной секции – из-за своего роста он не успевал за игроками и не смог найти себя ни на одной из позиций. Первым тренером Сепелева в баскетболе стал Андрей Николаевич Кибенко, пригласивший Андрея в баскетбольную секцию. За баскетбольный клуб «Таганрог» до 1996 года, подписав контракт с саратовским «Автодором». В сезоне 1997/1998 Сепелев стали игроком основного состава саратовской команды, что позволило ему получить звание «Самого прогрессирующего игрока сезона».
В сезоне 1998/1999 Андрей получал крайне мало игрового времени. В итоге, в начале ноября 1998 года «Автодор» отдал игрока в аренду в литовский «Шилуте». В Литве Сепелев отыграл всего лишь месяц – в начале декабря было объявлено о том что УНИКС предложил лучшие финансовые условия и Сепелев становится игроком казанцев до конца сезона 1998/1999.
Перед началом сезона 1999/2000 «Автодор» покинули ряд лидеров, в результате чего 26-летний Сепелев стал самым возрастным игроком команды и сезон начал в качестве капитана команды.
В январе 2000 года Сепелева отдали в аренду в иркутский «Шахтёр», за который Андрей выступал до 2002 года.
В декабре 2002 года саратовский клуб отдал Сепелева в «Одессу». По окончании сезона Сепелев не стал продлевать контракт с одесским клубом и стал игроком московского «Динамо».
Сезон 2004/2005 Сепелев провёл в составе петербургского «Динамо», став победителем Лиги ФИБА-Европа. В еврокубке сыграл 9 игр, набирал в среднем 1,7 очка за игру и проводил на площадке около 4 минут.
В 2005 году продолжил карьеру в «Спартак-Приморье», отыграв в роли капитана команды три сезона
В 2008 году получил приглашение в «Иркут», и выступал в составе команды до 2011 года. После расформирования иркутского клуба, в 2012 году стал игроком ростовского «Атаман», сыграв 12 матчей и проводя в среднем 20 минут, набирал 4,3 очка.
В сезоне 2012/2013 Сепелев вернулся в возрождённый «Иркут», а в сезоне 2014/2015 выступал в качестве играющего тренера.
23 апреля 2016 года Андрей Сепелев стал самым возрастным игроком, выходившим на площадку в Единой лиге ВТБ. Сепелев, в возрасте 42 лет, вышел на площадку в матче с ЦСКА (90:101). За 1 минуту 50 секунд Андрей набрал 2 очка.

## Статистика
| Сезон                                                                                   | Команда | Лига            | GP | GS | MPG | FG%   | 3P% | FT% | RPG | APG | SPG | BPG | PPG |  |
| 2015/16                                                                                 | Автодор | Единая лига ВТБ | 2  | 0  | 1,7 | 100,0 | 0,0 | 0,0 | 0,0 | 0,0 | 0,0 | 0,0 | 1,0 |  |
|                                                                                         |         | Всего           | 2  | 0  | 1,7 | 100,0 | 0,0 | 0,0 | 0,0 | 0,0 | 0,0 | 0,0 | 1,0 |  |
| Наведите курсор мыши на аббревиатуры в заголовке таблицы, чтобы прочесть их расшифровку |         |                 |    |    |     |       |     |     |     |     |     |     |     |  |